# Rațiu, Satu Mare
Rațiu (în maghiară Ráctanya) este un sat ce aparține orașului Tășnad din județul Satu Mare, Transilvania, România.

 Acest articol despre o localitate din județul Satu Mare este deocamdată un ciot. Puteți ajuta Wikipedia prin completarea lui.